# グリーン家殺人事件
『グリーン家殺人事件』（グリーンけさつじんじけん、The Greene Murder Case）は、S・S・ヴァン・ダイン作の長編推理小説。1928年発表。
素人探偵ファイロ・ヴァンスが活躍する12長編のうちの3作目にあたる作品であり、ヴァン・ダインの作品の中でも次作『僧正殺人事件』と並んで特に高い評価を受けている。

## あらすじ
ニューヨークの街中で、絶えずいがみ合い反目し合っている5人の子供達が住む古邸グリーン家で、ある夜、2人の娘が何者かによって銃撃される。この事件を皮切りに、一家の皆殺しを企てる姿なき殺人者が跳梁する。

## 登場人物
- ファイロ・ヴァンス - 素人探偵
- ジョン・F・X・マーカム - 地方検事
- アーネスト・ヒース - 部長刑事
- トバイアス・グリーン夫人 - グリーン家の主人
- ジュリア・グリーン - 長女
- シベラ・グリーン - 次女
- アダ・グリーン - 末娘、養女
- チェスター・グリーン - 長男
- レックス・グリーン - 末弟
- アーサー・フォン・ブロン - グリーン家かかりつけの医師
- スプルート - グリーン家執事
- ゲルトルーデ・マンハイム - 料理女
- ヘミング - 女中頭
- バートン - 女中
- クレーヴン嬢 - グリーン夫人の看護婦
- オブライエン - 警視
- ウィリアム・M・モラン - 刑事課課長
- スニトキン - 殺人課の刑事
- バーク - 殺人課の刑事

## 日本語訳
- 『世界探偵小説全集24』（平林初之輔訳、博文館） 1929年

「グリイン家の惨劇」と「デェヴィス集」（ドロシー・ソールズベリ・デイヴィス）を収載
- 『グリーン家殺人事件』
（延原謙訳、新樹社、ぶらつく選書07） 1950年
（井上勇訳、東京創元社、世界推理小説全集16） 1956年
（井上勇訳、東京創元社、創元推理文庫) 1959年
（井上勇訳、東京創元社、世界名作推理小説大系 別巻3） 1962年
（延原謙訳、新潮社、探偵小説文庫） 1956年
- 『世界推理小説大系17 ヴァン・ダイン』（村上啓夫・田中潤司訳、東都書房） 1963年

「僧正殺人事件」と「グリーン家殺人事件」を収載
- 『グリーン家殺人事件』
（延原謙訳、新潮文庫） 1959年、のち新版 1975年
（中島河太郎訳、秋田書店、世界の名作推理全集8） 1973年
（坂下昇訳、講談社文庫） 1975年
（佐藤佐智子訳、春陽堂書店、春陽堂少年少女文庫、推理名作シリーズ） 1979年
（中島河太郎訳、秋田書店、ジュニア版世界の名作推理全集8 1983年
- 『グリーン家連続殺人事件』
（榎林哲訳、ポプラ社、ポプラ社文庫、怪奇・推理シリーズ） 1987年